# Frontón (Lugo)
Frontón (llamada oficialmente San Xoán de Frontón) es una parroquia y una aldea española del municipio de Pantón, en la provincia de Lugo, Galicia.

## Límites
Limita con las parroquias de Cangas al norte, Pombeiro al oeste, Ribas del Sil al sur y Acedre y Anllo al este.

## Organización territorial
La parroquia está formada por ocho entidades de población, constando seis de ellas en el nomenclátor del Instituto Nacional de Estadística español:

### Entidades de población
Entidades de población que forman parte de la parroquia:
- A Barca
- A Chaira
- Estación (A Estación)
- Frontón
- Lornís
- Outeiro (O Outeiro)
- Seragude

### Despoblado
Despoblado que forma parte de la parroquia:
- Amorín

## Demografía

### Parroquia
| Gráfica de evolución demográfica de Frontón (parroquia) entre 2000 y 2020 |
|                                                                           |
| Datos según el nomenclátor publicado por el INE.                          |

### Aldea
| Gráfica de evolución demográfica de Frontón (aldea) entre 2000 y 2020 |
|                                                                       |
| Datos según el nomenclátor publicado por el INE.                      |